# 埃尔卡里萨尔
14°10′N 88°52′W / 14.167°N 88.867°W
埃爾卡里薩爾（El Carrizal）是薩爾瓦多的城鎮，由查拉特南戈省負責管轄，面積25.32 km²，海拔高度461m，人口2464（2007年）。